# Авотс, Энрико
Э́нрико А́вотс (латыш. Enriko Avots; 2 ноября 1952) — советский и латвийский актёр.

## Биография
Энрико Авотс родился 2 ноября 1952 года в Риге в семье театральных работников.
Окончил 8-ю Рижскую вечернюю среднюю школу им. Я. Райниса (1972) и театральный факультет Латвийской государственной консерватории им. Я. Витола.
Актёр Государственного театра юного зрителя Латвийской ССР (1976—1992). После реорганизации служил в труппе Молодёжного театра и театра «Кабата», в качестве приглашённого актёра выступал на сцене Нового Рижского театра, работал на Латвийском телевидении.
Снимался в кино, дебютировал в 1973 году в молодёжном фильме режиссёра Ольгерта Дункерса «Цыплят по осени считают».
Был женат на актрисе Майе Эглите.

## Творчество

### Роли в театре

#### Государственный театр юного зрителя Латвийской ССР
- 1975 — «Приключения Буратино в Стране Дураков» по сказке Алексея Толстого — Буратино
- 1976 — «Абажур от фонарика» Гунара Приеде — Эрленд
- 1978 — «Бастард» Петериса Петерсона — Илиньш
- 1980 — «Весна» Оскара Лутса — Язеп Тотс
- 1980 — «Похищение Софии» Визмы Белшевицы — Пёс
- 1981 — «Летят журавли» по пьесе Виктора Розова «Вечно живые» — Марк
- 1982 — «Маугли» Л. Стумбре и У. Берзиньша по Книге джунглей Редьяра Киплинга — Табаки
- 1983 — «Разъярённый червь» Гунара Приеде — Дайрис
- 1984 — «Собака и кот» Райниса — Демон
- 1989 — «Республика Вороньей улицы» Яниса Гризиня — Пексис
- 1991 — «Дни портных в Силмачах» Рудольфа Блауманиса — Рудис
- 1991 — «Тряпичная кукла Реггеди Энн» Уильяма Гибсона — Клоун

#### Молодёжный театр
- 1993 — «Вишнёвый сад» А. П. Чехова — Трофимов
- 1993 — «Розенкранц и Гильденстерн мертвы» Тома Стоппарда — Гамлет
- 1994 — «Трёхгрошовая опера» Бертольта Брехта — Пичем
- 1994 — «Все сказки для короля» по сказкам братьев Гримм — Якоб
- 1994 — «Волшебник Изумрудного города» по сказочной повести Александр Волков — Бастинда
- 1998 — «Рикки-Тикки-Тави» по рассказу из «Книги джунглей» Редьярда Киплинга — Рикки-Тикки-Тави

#### Новый Рижский театр
- 1996 — «Ни одного своего слова» Петериса Петерсона — Брикен

### Фильмография
- 1973 — Цыплят по осени считают — Эджус
- 1984 — Долг в любви — Арнис
- 2009 — Пассажиры